# Urne
Urne var en dansk uradelsätt härstammande från Södra Jylland, som i äldre tider kallades Orne. I äldsta annaler påstår att en medlem av ätten Urne år 810 blivit skickad till kejsar Karl den store av den danska underkungen Henning. 
Ättens namn, som finns på en gravsten över Kjeld Urne från ca 1200, härstammar från en numera försvunnen by i södra Jyllands. I Saxos krönika omtalas en Urne, som greve Adolf I av Holstein år 1133 gjorde till sina barns förmyndare. År 1238 levde en Matts Urne och 1310 var många av denna ätt kända för deras tapperhet och förstånd, och hade stort anseende i Danmark. Urneätten kan först med säkerhet härledas från riddaren Niels Urne (1380-talet); flera av medlemmarna satt i det danska parlamentet på 1500-talet.
Urneätten är vanligtvis uppdelad i två huvudlinjer med biskop Lauge Urnes bröder, länsdomare i Skåne Lauge Urne (d. 1530) och riksrådet Knud Urne (d. 1543) som förfäder. Ätten inkluderade från 1500-talet länsmän, distriktsdomare och officerare med egendomar i många delar av Danmark, fortsatte att uppbära viktiga civila och militära ämbeten även efter införandet av autokrati 1660-61. 
Efter Roskildefreden introducerades 1664 en medlem av ätten bosatt i Skåne på svenska riddarhuset.
Med Axel Urne slöts manslinjen 1903.